# ZbMATH
Le zbMATH, appelé jusqu'en 2013 Zentralblatt MATH, et auparavant Zentralblatt für Mathematik und ihre Grenzgebiete, est un journal de comptes rendus dans le domaine des mathématiques. En 2021, il prend le nom de zbMATH Open pour souligner le fait qu'il est en libre accès depuis cette date.

## Historique

Ancien logo du Zentralblatt MATH.

Le Zentralblatt MATH a été fondé en 1931 par Otto Neugebauer, et entre en concurrence avec le Jahrbuch (de) qui existait alors, mais qui ne paraissait qu'une fois par an et avec un retard considérable. L'initiative de la création d'une nouvelle revue de mathématiques est venue des mathématiciens Otto Neugebauer, Richard Courant et Harald Bohr, ainsi que de l'éditeur Ferdinand Springer. Le nombre rapidement croissant de nouveaux ouvrages de mathématiques publiés dans les années 1920 et le besoin des scientifiques d'obtenir rapidement des informations sur les documents récents ont motivé la décision de créer un service alternatif au Jahrbuch. Après la Seconde Guerre mondiale, le Zentralblatt renaît en 1947 en Allemagne de l'Est, et après la chute du mur de Berlin en 1989, les circonstances politiques ont de nouveau changé. L'Académie des sciences et des lettres de Heidelberg, le FIZ Karlsruhe et Springer ont continué à travailler en tant que rédacteurs et éditeurs. Depuis 1999, la Société mathématique européenne est impliquée dans le Zentralblatt en tant qu'institution éditoriale supplémentaire.

## Description
Le Zentralblatt MATH fournit des analyses et résumés de travaux originaux dans plus de 4880 journaux and 2100 collections de livres mathématiques, et en plus des comptes rendus de livres ou des rapports sur des conférences, dans les mathématiques pures et appliquées, et dans des domaines voisins comme l'informatique et la physique théorique.
L'objectif des comptes rendus est, comme pour les autres périodiques de ce type, de donner au lecteur une vue d'ensemble de la littérature mathématique actuelle sans l'obliger à consulter ces publications. Comme d'usage, les comptes rendus sont établis par la rédaction ou par des chercheurs indépendants ; parfois c'est le résumé de l'article qui en tient lieu, et il arrive que seul le titre du travail soit reproduit. En général, les comptes rendus sont rédigés en anglais, plus rarement en français ou allemand. La classification suit la classification mathématique par matières.
Le zbMATH est édité par la Société mathématique européenne (EMS), l'Académie des sciences et des humanités de Heidelberg et le Fachinformationszentrum Karlsruhe (de) (FIZ Karlsruhe). Le travail éditorial est effectué par le bureau berlinois du FIZ Karlsruhe, qui, en tant que membre de l'association Leibniz, est une société à but non lucratif et une organisation reconnue d'intérêt public. Depuis janvier 2021, zbMATH Open est disponible en tant que base de données en libre accès.

## Autres bases de données bibliographiques
D'autres journaux de comptes rendus sont les Mathematical Reviews et, en russe, le Referativny Zhurnal (en). Voir aussi :
- Liste de bases de données et de moteurs de recherche académiques